# Mlinarji-Tunnel
Der Mlinarji-Tunnel ist ein Eisenbahntunnel der Bahnstrecke Divača–Koper in Slowenien.

## Bauwerk
Der Mlinarji-Tunnel ist einer der sieben Tunnel, in denen die Neubaustrecke überwiegend verläuft. Derzeit (2022) befindet er sich noch im Bau. Der Tunnel ist 1154 m lang und – wie die gesamte Neubaustrecke – eingleisig ausgelegt. Er hat einen 165 m langen Servicestollen. Erstellt wurde er von dem türkischen Baukonzern Yapı Merkezi in der Neuen Österreichischen Tunnelbaumethode. Die Kosten für den Ausbruch lagen bei 6,3 Mio. Euro und damit um etwa 10 % niedriger als zuvor geschätzt.

## Geschichte
Der Bau des Tunnels begann im September 2021. Er war der erste Tunnel im Zuge des Projekts, bei dem am 13. Juni 2022 der Tunneldurchstich in Anwesenheit des slowenischen Infrastrukturministers, Bojan Kumer, und des türkischen Infrastruktur- und Verkehrsministers, Adil Karaismailoğlu, erfolgte. Die Bauzeit betrug nur 266 Tage. Anfangs war die Dauer der Arbeiten auf 370 Tage veranschlagt worden.
Alle Tunnel der Strecke sollen bis 2024[veraltet] fertiggestellt sein. Das zweite Streckengleis soll 2025 gebaut und die Strecke 2026 eröffnet werden.